# Gaëlle Lavidière
 (décembre 2021).
Si vous disposez d'ouvrages ou d'articles de référence ou si vous connaissez des sites web de qualité traitant du thème abordé ici, merci de compléter l'article en donnant les références utiles à sa vérifiabilité et en les liant à la section « Notes et références ».
Gaëlle Lavidière, née le 27 septembre 1975, est une journaliste suisse.

## Biographie
En 1996, après une école de Cinéma à Lyon, elle entre comme journaliste stagiaire, à la télévision locale Léman Bleu  puis en 2001, elle rejoint la Radio télévision suisse au sein de la rubrique nationale. Elle présente ensuite les journaux de la nuit. Dès 2003, elle présente le magazine des régions Appellation Romande Contrôlée et le journal du 12:45. En septembre 2005, elle présente le 19h30 des week-ends. En parallèle, elle occupe régulièrement le poste de chef d'édition du journal.
Elle a présenté son dernier 19:30 le dimanche 26 octobre 2008.
Elle a ensuite réalisé des reportages pour l'émission Mise au Point durant 3 ans.
Elle recommence à présenter le jt du 12h45 en alternance en avril 2012.
Gaëlle Lavidière a été nommée cheffe du bureau genevois de l’Actualité TV de la RTS en novembre 2012.
Elle présente à nouveau le 19:30 le lundi 6 août 2018.
À la fin de l’été 2018, Gaëlle Lavidière devient rédactrice en chef adjointe des journaux télévisés de la RTS.